# دانشگاه تلکام
دانشگاه تلکام (به اندونزیایی: Universitas Telkom، مخفف Tel-U) یک دانشگاه خصوصی است که در باندونگ واقع شده‌است. دانشگاه تلکام چندین بار به عنوان برترین دانشگاه خصوصی در اندونزی انتخاب شده‌است و به عنوان یکی از بهترین دانشگاه‌های اندونزی شناخته می‌شود. این دانشگاه همچنین اولین دانشگاه خصوصی اندونزی شد که توسط BAN-PT رتبه «عالی» را دریافت کرد.